# Nigrzybka
Nigrzybka (Eledona) – rodzaj chrząszczy z rodziny czarnuchowatych i podrodziny Tenebrioninae. Holarktyczny. Obejmuje dwa opisane gatunki.

## Morfologia
Chrząszcze o ciele dłuższym niż szerszym, jednak stosunkowo krótkim, silnie wysklepionym, prawie walcowatym. Oskórek mają matowy, nieowłosiony, barwy brązowej do czarniawej. Szeroka i krótka głowa nieznacznie zwęża się ku przodowi i ma nieząbkowane boczne krawędzie. Niewielkie oczy do połowy długości wykrojone są występem policzka. Krótkie, sięgające ledwie do połowy długości przedplecza czułki rozszerzają się począwszy od szóstego członu. Przedplecze jest poprzecznie prostokątne w zarysie. Przednie jego kąty są proste, przedni brzeg wyraźnie wykrojony, boki spadziste, boczne brzegi wąsko rozpłaszczone i drobno ząbkowane, a tylny brzeg niemal równomiernie zaokrąglony. Pokrywy są nieco dłuższe niż szersze, o równomiernie żeberkowato sklepionych międzyrzędach i słabo zaznaczonych kątach barkowych. Skrzydła tylnej pary są normalnie wykształcone. Odnóża są krótkie, o goleniach zaopatrzonych w ząbek wierzchołkowy.

## Ekologia i występowanie
Owady mykofagiczne, przechodzące rozwój w nadrzewnych owocnikach grzybów i przegrzybiałym drewnie.
Rodzaj holarktyczny. Gatunek typowy zamieszkuje Europę, Afrykę Północną, zachodnią i środkową część Azji oraz Amerykę Północną, drugi z gatunków zaś Włochy, Grecję i zachód Turcji.

## Taksonomia
Takson ten wprowadził w 1797 roku Pierre-André Latreille. Gatunkiem typowym wyznaczono Opatrum agricola, opisanego w 1783 roku przez Johanna F.W. Herbsta.
Do rodzaju zalicza się dwa opisane gatunki:
- Eledona agricola (Herbst, 1783) – nigrzybka urzeźbiona
- Eledona hellenica Reitter, 1885